# Microperoryctes aplini
Il bandicoot pigmeo degli Arfak (Microperoryctes aplini Helgen e Flannery, 2004), la più piccola specie di bandicoot (15-17,5 cm di lunghezza), è un raro marsupiale dell'ordine dei Peramelemorfi. Confuso in passato con M. murina, è endemico dei Monti Arfak, situati nella penisola di Vogelkop della Provincia di Papua (nella parte indonesiana della Nuova Guinea). È noto solamente a partire da quattro esemplari catturati in due diverse località e si stima che il suo areale sia inferiore ai 3000 km². Vive nelle foreste pluviali ad altitudini comprese tra i 1800 e i 2200 m.